# Cheesecake (пісня)
«Cheesecake» (укр. «Чизкейк») — пісня білоруського співака ТЕО, з якою він представляв Білорусь на пісенному конкурсі Євробачення 2014 у Копенгагені, Данія. У фіналі конкурсу пісня набрала 43 бали та посіла 16 місце.